# Zespół Crouzona
Zespół Crouzona, inaczej dysostoza czaszkowo-twarzowa (łac. dysostosis craniofacialis, ang. Crouzon syndrome, Crouzon craniofacial dysostosis) – choroba genetyczna o najprawdopodobniej autosomalnym dominującym typie dziedziczenia.

## Etiologia
Choroba spowodowana jest mutacją w genie FGFR2 kodującym receptor czynnika wzrostu fibroblastów (ang. fibroblast growth factor receptor-2) w locus 10q26. Wariant zespołu Crouzona z rogowaceniem ciemnym wywołany jest mutacją w genie FGFR3 w locus 4p16.3.

## Objawy kliniczne i przebieg choroby
Na obraz choroby składają się:
- deformacje czaszki związane z przedwczesnym zarośnięciem szwów czaszkowych (brachycefalia, trigonocefalia, dolichocefalia, anencefalia, plagiocefalia, oksycefalia);
- niskie osadzenie uszu;
- hiperteloryzm;
- wytrzeszcz gałek ocznych (łac. proptosis), mogący prowadzić do zaniku nerwu wzrokowego;
- zez rozbieżny;
- hipoplazja szczęki (pozorny prognatyzm);
- „gotyckie” podniebienie;
- krótka górna warga;
- nieprawidłowości uzębienia.

## Historia
Chorobę jako pierwszy opisał francuski neurolog Octave Crouzon (1874-1938) w 1912 roku u matki i jej dziecka. Trzy lata później opisał kolejną rodzinę z siedmioma przypadkami choroby.